# Кровинович, Филип
Фи́лип Крови́нович (хорв. Filip Krovinović; род. 29 августа 1995, Загреб) — хорватский футболист, полузащитник сплитского «Хайдука».

## Клубная карьера
Кровинович — воспитанник клубов «Локомотива», загребского «Динамо» и «Загреб». 5 апреля 2013 года в матче против загребского «Динамо» он дебютировал во чемпионате Хорватии. По итогам сезона клуб вылетел во Вторую лигу. 18 сентября в поединке против «Солина» Филип забил свой первый гол за команду.
В 2015 году Кровинович перешёл в португальский «Риу Аве». 8 ноября в матче против «Маритиму» он дебютировал в Сангриш лиге. 1 октября 2016 года в поединке против «Эшторил-Прая» Филип забил свой первый гол за «Риу Аве».
Летом 2017 года Кровинович перешёл в «Бенфику», подписав контракт на 5 лет. Сумма трансфера составила 3 млн евро. В матче Кубка Португалии против «Браги» он дебютировал за новый клуб.